# Igreja de Cabanas de Torres
A Igreja de Cabanas de Torres, também referida como Igreja Paroquial de Cabanas de Torres ou Igreja de São Gregório Magno, faz parte da Paróquia de Cabanas de Torres, a qual também inclui a Capela de Nossa Senhora do Ó de Paúla, localizando-se na atual freguesia de Abrigada e Cabanas de Torres, no Município de Alenquer, em Portugal.

## A História do Monumento
Este monumento confunde-se com a própria história, origem e fundação da localidade de Cabanas de Torres, pois as fontes são unânimes ao afirmarem que a sua construção remota à fixação de população nesta localidade; “…chegando ao sítio de Monte Junto, chamado Monte Santo, o parocho mandou levantar um altar tosco de pedras soltas, onde collocou a imagem de S. Roque (…)”.
Mais tarde terá sido construída uma capela dedicada a S. Roque, que o tempo destruiu, sendo a imagem do referido santo levada para Abrigada.